# B.TV

Senderlogo ab 2. März 2003 (Webseite und Presseinformationen), erst ab 9. Juni 2003 im Fernsehen

B.TV war ein privater Fernsehsender aus Baden-Württemberg. Er wurde im Januar 1995 als Regionalsender für Baden unter dem Namen TV Baden gestartet, expandierte 1998 zum Landessender für ganz Baden-Württemberg, sendete ab 2000 per Satellit europaweit über Astra und beabsichtigte, zum bundesweiten Vollprogramm aufzusteigen. Der von Bernd Schumacher gegründete und betriebene Sender meldete 2002 Insolvenz an. Als Gründe werden die Insolvenz von Gesellschaftern, das Platzen der „Medienblase“ und der daraus resultierende Einbruch des TV-Werbemarktes gesehen.
Im Jahr 2003 wurde der Sender von Thomas Hornauer übernommen, dieser gestaltete den Sender zum Call-in-Mitmachsender mit Regionalberichterstattung um und nannte den Sender nun BTV4U. Die diversen Call-in-Gewinnspiele und Esoterik-Beratungs-Shows wurden von Politik, Kirche und Presse massiv kritisiert, zudem wurden auch immer mehr Vorwürfe gegen den Besitzer des Senders erhoben. Im Sommer 2004 entschied die Landesanstalt für Kommunikation Baden-Württemberg, die Kabellizenz des Senders nicht weiter zu verlängern, der Sender stellte daraufhin Ende Dezember 2004 den Betrieb ein.

## Verbreitung

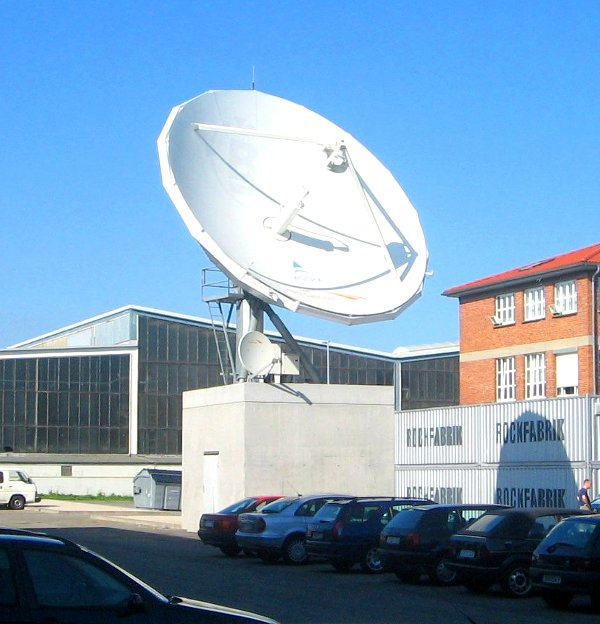
Die B.TV-Parabolantenne am 30. August 2005, bereits ohne B.TV-Logo

B.TV war am 1. Januar 1995 unter dem Namen TV Baden als Regionalsender für Baden gestartet (Verbreitung: Kabelfernsehen und Terrestrisch in der Region Mittlerer Oberrhein).
Im September 1997 wurde TV Baden in B.TV Baden umbenannt und der Aufbau einer Senderkette mit dem Namen B.TV bekanntgegeben.
Am 21. Juni 1998 expandierte der Sender mit der Eröffnung des neuen Sendezentrums in Ludwigsburg und dem Sendestart von B.TV Württemberg zum „Landessender Baden-Württemberg“. Dieser Titel wurde ihm im August 2000 vom Südwestrundfunk (SWR) untersagt.
Ab dem 17. Juli 2000 war der Sender europaweit über Astra analog zu empfangen, wofür unmittelbar neben den Studios in Ludwigsburg eine Parabolantenne mit etwa 10 Metern Durchmesser errichtet wurde.
Ab Februar 2001 war der Sender in ganz Baden-Württemberg im Kabel eingespeist.
Der Sender bestand aus mehreren Gesellschaften mit unterschiedlichen Sendegebieten und Verbreitungswegen:
- B.TV Baden (Verbreitung: Kabelfernsehen und terrestrisch in der Region Karlsruhe, Pforzheim, Baden-Baden)
- B.TV Württemberg (Verbreitung: Kabelfernsehen und terrestrisch in der Region Stuttgart, Heilbronn, Reutlingen, Tübingen)
- B.TV Ballungsraumfernsehen (Verbreitung: Astra analog europaweit und Kabelfernsehen im restlichen Baden-Württemberg)

B.TV hatte vor, auch noch in anderen Bundesländern eigene Programme zu starten und den Sender zum bundesweiten Vollprogramm auszubauen. Ziel war der Aufbau eines TV-Netzwerksystems nach amerikanischem Vorbild (zentrales Mantelprogramm per Satellit aus Ludwigsburg, angereichert um Fensterprogramme von Regionalstudios).
Die Niedersächsische Landesmedienanstalt NLM hatte B.TV im Oktober 2001 auch für Niedersachsen eine Lizenz sowie einen Kabelplatz erteilt. Der Sendestart in Niedersachsen kam auf Grund der Insolvenz nie zustande. Auch in Hessen hatte sich im Jahr 2001 die „B.TV Hessen GmbH i. G.“ von Bernd Schumacher um die Lizenz für das Regionalfernsehprogramm in der Region Rhein-Main beworben, war aber im April 2002 von der Hessischen Landesanstalt für privaten Rundfunk (LpR Hessen) abgelehnt worden. Auch ein Einstieg bei den Lokalsendern der Kirch-Gruppe war angedacht, kam aber nie zustande.
Nach der Insolvenz von B.TV wurde nur das B.TV Ballungsraumfernsehen (Kabel und Astra analog) am 22. Januar 2003 von Thomas Hornauer übernommen und in BTV4U umbenannt. Die beiden terrestrischen Regionalprogramme für Baden und Württemberg wurden eingestellt.
Da die Landesanstalt für Kommunikation Baden-Württemberg (LfK) die Kabellizenz von BTV4U im Sommer 2004 nicht weiter verlängerte, musste die Verbreitung über Kabelfernsehen am 31. Dezember 2004 eingestellt werden.

## Standorte und Technik

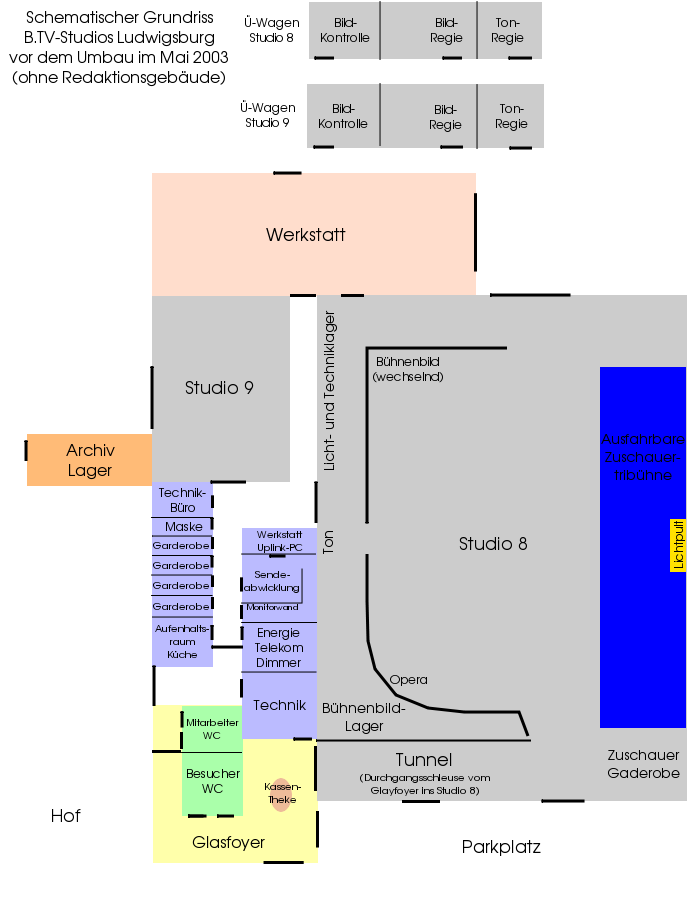
Schematischer Grundriss der B.TV-Studios in Ludwigsburg von Juni 1998 bis Mai 2003

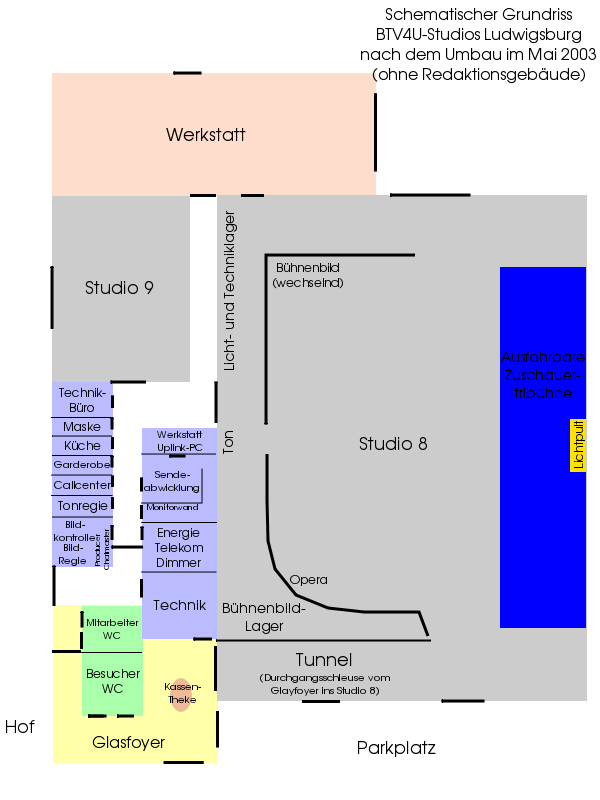
Schematischer Grundriss der BTV4U-Studios in Ludwigsburg nach dem Umbau im Mai 2003

Gesendet wurde anfänglich aus einem kleinen Studio am Sitz des Senders in Karlsruhe.
Ende Juni 1998 wurde der Sendersitz nach Ludwigsburg verlegt. Dort hatte im Industriegebiet Weststadt der Unternehmer Max Maier einen 10 Millionen Mark teuren Sendekomplex errichtet und ihn an B.TV vermietet.

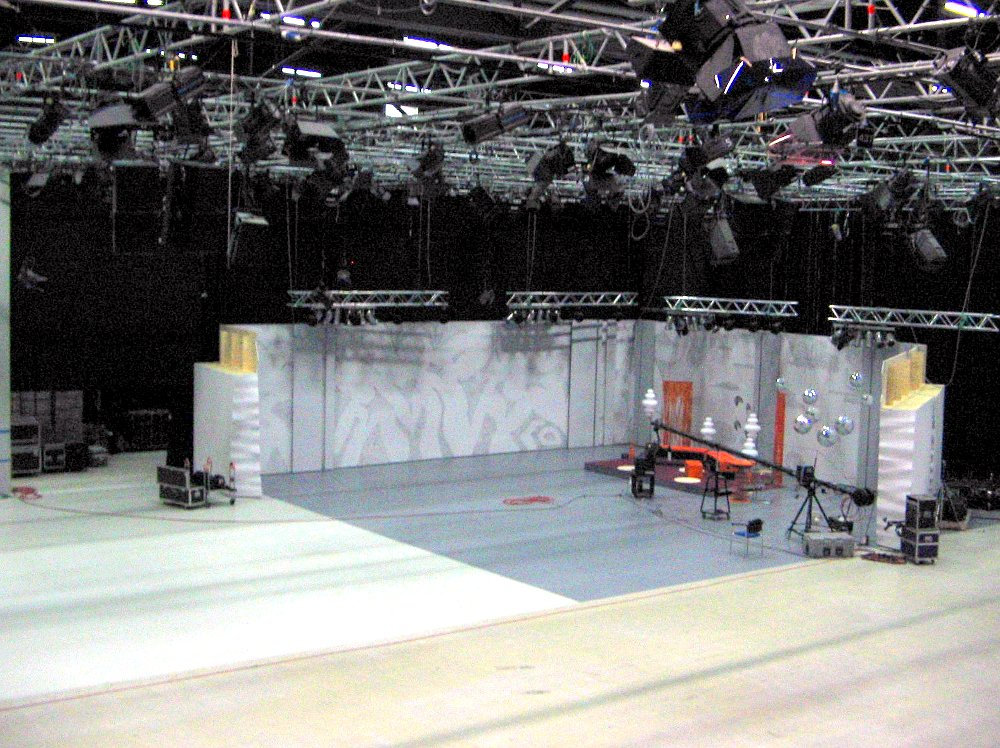
Die (aus Publikumssicht) rechte Hälfte des 1800 m² großen Studio 8 von B.TV/BTV4U

Das Gelände umfasste zwei TV-Studios (darunter ein 1800 m² großes „Studio 8“ mit einer ausfahrbaren Tribüne für 1500 Zuschauer), zudem die Sendeabwicklung, Werkstätten und ab Mitte 2000 eine Astra-Uplink-Parabolantenne. Die technischen Anlagen ermöglichten einen volldigitalen Sendebetrieb. Die Büros von Redaktion und Geschäftsführung, sowie die Schnittplätze befanden sich im historischen Verwaltungstrakt der Kühlschrankfabrik Eisfink. Die Räume waren zudem nach den Gesetzen des Feng Shui ausgestattet und im Empfangsbereich mit einem riesigen, im Boden eingelassenen, Yin-Yang-Symbol ausgestattet. Der Sender besaß zudem eine beachtliche Flotte von 10 Ü-Wagen, welche zumeist gebraucht von anderen TV-Sendern erworben waren. (Eine fest eingebaute Bild- und Tonregie gab es anfangs in Ludwigsburg nicht.) Im Laufe der Jahre wurde die Produktion von immer mehr Sendungen von Karlsruhe nach Ludwigsburg verlagert.
Mit der Übernahme des Senders durch Thomas Hornauer wurde der Sendebetrieb in Karlsruhe eingestellt und nur noch der Standort Ludwigsburg weitergeführt. Im März 2003 wurde daher in Ludwigsburg im Redaktionsgebäude ein drittes kleines TV-Studio (Studio 7) mit gemeinsamer Bild-Tonregie eingebaut.

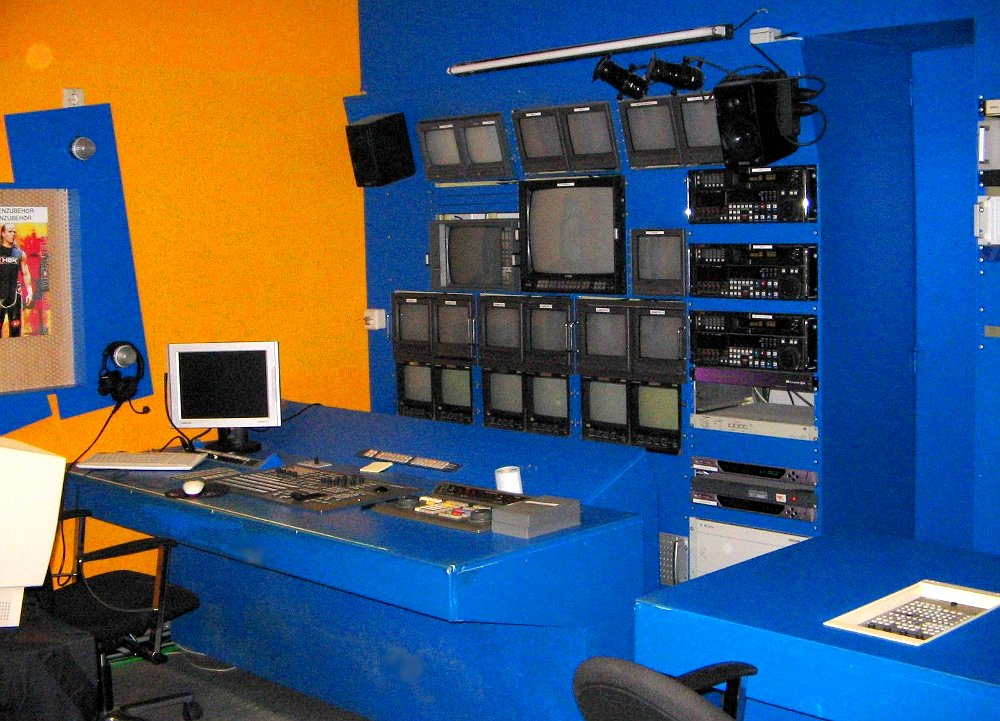
Die, im Mai 2003 in Ludwigsburg aufgebaute, stationäre Bildregie. Ab 9. Juni 2003 wurden alle BTV4U-Sendungen in Studio 8 und 9 von hier „gefahren“

Zur Vorbereitung der Gewinnspiel-Call-in-Shows wurde im Mai 2003 die komplette Studiodekoration neu gebaut, ein Callcenter eingerichtet und für Studio 8 und 9 erstmals eine stationäre Bild- und Tonregie aufgebaut, da bisher in Ludwigsburg nur aus Ü-Wagen gesendet worden war.

## Sendernamen, Senderdesign, Werbeslogan und Merchandising

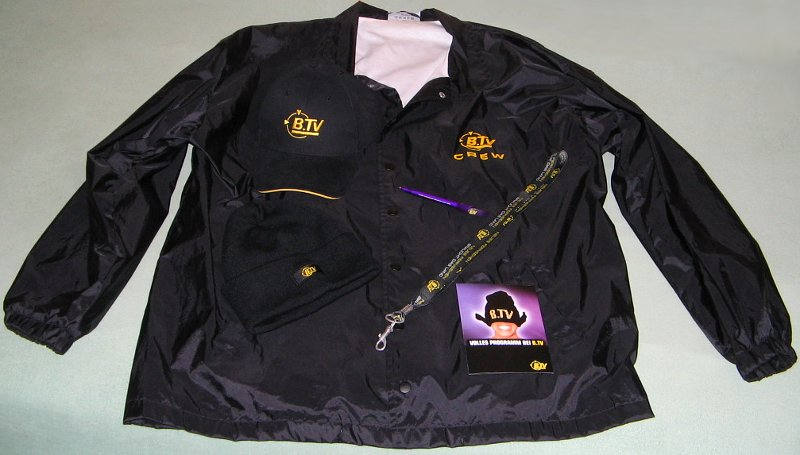
Diverse B.TV-Merchandisingartikel: Regenjacke (nur Mitarbeiter), Baseballkappe, Wollmütze, Schlüsselband, Kugelschreiber, Werbeleporello, fehlend: kleine Tütchen mit Gummibären

Der Begriff B.TV war von Mai 1998 bis November 2007 als Wortmarke beim Deutschen Patent- und Markenamt eingetragen. Das gelbe B.TV-Im-Kreis-Logo als Wort-Bildmarke von April 1998 bis November 2007.
Die geplante Gründung von regionalen Fensterprogrammen spiegelt sich in den dafür registrierten Namen wider: Der Begriff B.TV bavaria ist seit April 1999 und noch bis Februar 2019 als Wortmarke eingetragen. Das gelbe B.TV Hessen-Im-Kreis-Logo war als Wort-Bildmarke von November 2000 bis Juni 2010 eingetragen. Und der Begriff B. TV Niedersachsen wurde zwar im März 2002 als Wortmarke angemeldet, die Anmeldung wurde aber zurückgenommen.
Der Werbeslogan von B.TV wechselte mehrfach, populär waren unter anderem: „B.TV Neues Fernsehen braucht das Land“, „Volles Programm bei B.TV“ und „B.TV A German Television Network“, letzterer Slogan wohl schon, um das Ziel eines bundesweiten Fernsehsender-Netzwerks anzukündigen. Merchandising-Artikel waren bei B.TV sehr zahlreich vorhanden und wurden meist recht großzügig verteilt.
Im Gegensatz dazu hatte BTV4U nie einen speziellen Werbeslogan. Merchandisingartikel waren selten (kleine Anstecknadeln und Aufkleber mit Senderlogo).
Am 2. März 2003 präsentierte Thomas Hornauer im Rahmen einer Pressekonferenz ein neues Senderkonzept, ein neues Senderlogo und den neuen Namen BTV4. Das Anhängen der Zahl 4 erfolgte in der Hoffnung, den Sender auf Platz 4 der deutschen Fernbedienungen zu positionieren.
Ca. ab Mai 2003 wurde der Bogen im neuen Logo als Buchstabe U ausgelegt und an den Sendernamen angehängt. Von nun an firmierte der Sender unter dem Namen BTV4U. Das Anhängsel 4U „for you“ sollte den Mitmach-Charakter der neuen Senderkonzeption verdeutlichen. Im TV-Programm selbst wurde aber erst am 9. Juni offiziell auf das neue Senderlogo umgestellt.
Ab November 2004 firmierte der Sender immer öfter auch unter dem Namen fresh 4U.
Die Schreibweise des neuen Namens (mit oder ohne Leerstelle zwischen BTV und 4U) ist umstritten. Sowohl senderintern als auch extern im Programm und in Pressemitteilungen wechselt die Schreibweise mehrfach. Im März und April 2003 wurde als Name meist BTV4 verwendet. Etwa ab Mai 2003 tauchte dann abwechselnd BTV4U, BTV 4U und sogar BTV4Y auf. Ab Sommer 2003 wurde meist BTV4U verwendet, aber bis zuletzt tauchte auf den verschiedensten Publikationen und auch auf offiziellen Briefen, mal die eine, mal die andere Schreibweise auf. Thomas Hornauer selbst bezeichnete in einem Vortrag seines späteren Senders Telemedial die Schreibweise ohne Leerzeichen als die richtige. Eine abschließende Beurteilung ist wohl nicht möglich, da BTV4U nicht als Wortmarke, sondern nur als Wort-Bildmarke beim Deutschen Patent- und Markenamt eingetragen war. (Das blau-gelbe BTV4U-Logo war als Wort-Bildmarke von September 2003 bis Juli 2013 eingetragen. Und das fresh 4U-Logo als Wort-Bildmarke von September 2005 bis Januar 2015.)

## Gesellschafter
B.TV bestand aus drei Gesellschaften:
1. B.TV Baden wurde betrieben von der DRF TV in Baden GmbH & Co. KG.
2. B.TV Württemberg wurde betrieben von der TV Stuttgart GmbH & Co. KG.
3. B.TV Ballungsraumfernsehen (B.TV) wurde betrieben von der B.TV Television GmbH & Co. KG. Diese wiederum war eine Tochter von B.TV Baden und B.TV Württemberg, ergänzt um weitere Gesellschafter.

Hauptgesellschafter von B.TV waren ab Mitte 2000: DRF TV in Baden GmbH & Co. KG (B.TV Baden), TV Stuttgart GmbH & Co. KG (B.TV Württemberg), Bernd Schumacher (Programmdirektor), Münchener Zeitungs-Verlag GmbH & Co. KG, Kinowelt Medien AG und Rudolf Röser Verlag und Informationsdienste AG, ab 2002 auch die Web.de AG.
Nach der Insolvenz des Gesellschafters Kinowelt Medien AG im Dezember 2001 und durch den allgemeinen Rückgang der Fernsehwerbeeinnahmen im Jahr 2002 wurde die deutliche Unterfinanzierung, im Gegensatz zu den hohen Satellitenverbreitungskosten, des Senders sichtbar und er musste Insolvenz anmelden.
Im Rahmen der Insolvenz wurde der Sender B.TV Ballungsraumfernsehen am 22. Januar 2003 durch den Unternehmer Thomas Hornauer, für in Medienkreisen geschätzte 1,6 Millionen Euro, der B.TV Television GmbH & Co. KG abgekauft und ab März 2003 von der eigens hierfür gegründeten Regio Network Communication GmbH & Co. KG (RNC) betrieben.
Die beiden Betreibergesellschaften der Regionalsender für Baden und Württemberg (DRF TV in Baden GmbH & Co. KG und TV Stuttgart GmbH & Co. KG) wurden nicht übernommen und daher aufgelöst.

## Geschäftsführung
- 1. Januar 1995 bis 22. Januar 2003: Bernd Schumacher (Geschäftsführer)
- 23. Januar 2003 bis 31. März 2003: Thomas Hornauer (Geschäftsführer)
- 1. April 2003 bis 31. Dezember 2004: Michael Herfurth (Geschäftsführung Finanzen, Personal und Recht)[31]
- 1. April 2003 bis 15. Januar 2004: Karl Watzl (Programmgeschäftsführer)[31][32]
- 15. Juli 2004 bis 22. Juli 2004: Thorsten Schmitt (Operativer Geschäftsführer)[33][34]
- 1. August 2004 bis 31. Juli 2005: Christian Kurtzke (Geschäftsführer RNC)[35][36]
- 1. August 2004 bis ???: Monika Strobl-Klein (Geschäftsführerin RNC)[35]

## Programmdirektion
- 1. Januar 1995 bis 22. Januar 2003: Bernd Schumacher (Programmdirektion)
- 23. Januar 2003 bis 17. März 2003: Axel Dürr (Chefredaktion)[37]
- 1. April 2003 bis 31. Mai 2003: Hans-Martin Fischer und Regina Meyer (Chefredaktion) (Ausgeliehen von L-TV)[38]
- 1. Juni 2003 bis 15. Januar 2004: Stephan Mattukat (Programmdirektion)[32][39]
- 16. Januar 2004 bis ???: Andy Hocewar (Programmverantwortlicher)[32]

## Programm
Das Programm von TV Baden bestand ursprünglich aus lokaler Berichterstattung für den Großraum Karlsruhe. Das Einzugsgebiet des Senders erweiterte sich schon bald auf den gesamten badischen Raum und führte zur Umbenennung in Ballungsraum TV (B.TV). Schon sehr schnell kamen verschiedene selbst produzierte Musik- und Unterhaltungsformate sowie die telefonische Astro-Beratung ins Programm.
Mit dem Umzug nach Ludwigsburg, Mitte des Jahres 1998, und der Ausweitung des Sendegebiets auf ganz Baden-Württemberg am 1. Juni 1998, weitete sich die Regionalberichterstattung entsprechend aus. Außerdem bot das große Fernsehstudio in Ludwigsburg die Möglichkeit zur Produktion von großen Fernsehshows vor Livepublikum. Daher kamen ab diesem Zeitpunkt zahlreiche solcher Shows ins Programm. Die Shows wurden zumeist einmal pro Monat vor großem Publikum aufgezeichnet und in kleine 30-, 45- oder 55-minütige Folgen geschnitten gesendet.
Mit dem Astra-Sendestart und dem Einstieg des neuen B.TV-Gesellschafters Kinowelt Medien AG, Mitte des Jahres 2000 kamen verstärkt Zweit- und Drittverwertungen von US-amerikanischen Serien und Spielfilmen aus dem Archiv der Kinowelt ins Programm.
Zudem wurden verschiedene, extern produzierte Freizeitmagazine und Kirchensendungen gesendet.
Im Verlauf des Jahres 2001 wurde die Call-in-Astroberatung auf kostenpflichtige Telefonnummern umgestellt und deutlich ausgeweitet, auch Teleshopping und Dauerwerbesendungen, sowie die Wiederholung von US-Serien und der eigenen Musikshows wurden deutlich erweitert. Im Gegenzug wurden die Nachrichten und selbst produzierte Reportagen reduziert.
Von Spätsommer 2002 bis zum Relaunch des Senders am 9. Juni 2003, sendete B.TV ein „Notprogramm“ mit kostengünstigen Sendungen, Wiederholungen und verstärkt auch Astro-Call-in, Teleshopping und Dauerwerbesendungen.
Vom 9. Juni 2003 bis zum 15. Februar 2004 sendete BTV4U vorrangig Call-in-Gewinnspiel-Shows und Premium-SMS-Chatshows, aber auch baden-württembergische Regionalnachrichten und neue experimentelle Fernsehformate.
Vom 16. Februar 2004 bis zur Einstellung des Sendebetriebs am 31. Dezember 2004 sendete BTV4U vorrangig Esoterik-Call-in-Sendungen, aber auch baden-württembergische Regionalnachrichten und neue, teils experimentelle, Fernsehformate.

## Bekannte Formate bis Januar 2003 (B.TV)

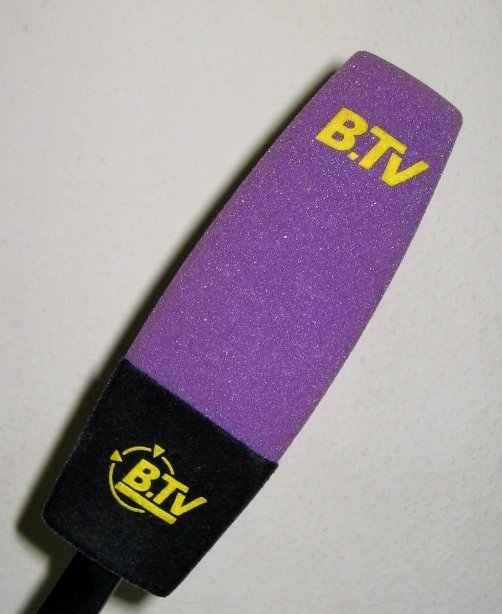
Ein B.TV-Mikrofonschutz, wie er bei allen EB-Mikros bei Außendrehs von ca. 1998 bis April 2003 üblich war

B.TV hatte nach eigenen Angaben einen Eigenproduktionsanteil von 75 Prozent. Detaillierte Informationen zu fast allen Sendungen, inkl. anvisierter Zielgruppe, Sendezeit und möglichen Werbeformen waren auf der Website des Senders zu finden.
Die Nachrichtensendung B.TV Aktuell informierte über aktuelle Geschehnisse im Bundesland Baden-Württemberg. Dazu gehörten auch Sportmeldungen und der Polizeireport. Produziert wurden die Nachrichten täglich von bis zu 20 Kamerateams und in Zusammenarbeit zwischen der Hauptredaktion in Ludwigsburg und den fünf Regionalstudios in Karlsruhe, Freiburg, Mannheim, Stuttgart (im Landtag) und Ulm. Die Nachrichten wurden abends um 19 Uhr gesendet und im Laufe des Abends mehrfach wiederholt. Zur vollen Stunde wurden kurze Nachrichtenmeldungen präsentiert. Ab Januar 2002 wurde im Programm ein Laufband mit aktuellen Lokalnachrichten integriert. Die Sendung wurde anfangs im Vorspann mit „Hier ist die offizielle Nachrichtenzentrale Baden-Württemberg“ tituliert, was 2001 aber, auf Antrag des Südwestrundfunks, verboten wurde. B.TV Aktuell wurde nicht live gesendet, sondern im „Wie-Live-Design“ vorproduziert und als Videoaufzeichnung ausgestrahlt.
Nachmittags sendete B.TV eine mehrstündige Musikschiene mit dem Namen Bernie & Co. Die Sendung wurde zunächst vom Senderchef Bernd Schumacher „Bernie“ moderiert. Später präsentierten wechselnde Moderatorenpaare die Sendung, die keinem festen Konzept folgte. Hauptsächlicher Programmbestandteil war das „Thema des Tages“, zu dem Zuschauer ihre Meinungen per Mail ins Studio schicken konnten. Hin und wieder waren auch Musikstars zu Gast. Produziert wurde die Sendung live im Sendestudio Karlsruhe. Zunächst wurde direkt aus einem Regieraum gesendet. Später sendete man aus einem „Wohnzimmer“, dass der Kulisse der Sitcom Eine schrecklich nette Familie nachempfunden war. Die Produktion der Sendung erfolgte ohne Redaktion oder Aufnahmeleitung. Musikvideos, Beiträge und Kameras steuerten die Moderatoren, ähnlich wie beim Radio, selbst an einem Mischpult. In der Anfangsphase konnten sich die Zuschauer über eine normale Festnetznummer an der Sendung beteiligen, 2001 wurde die Nummer durch eine kostenpflichtige 0138-Nummer ersetzt.
Das B.TV Astrofon mit dem Astrologen Martin Schmid wurde anfänglich zwei Stunden täglich ausgestrahlt. Ab 2001 kam noch eine dritte Sendestunde dazu. Produziert wurde die Sendung im Studio Karlsruhe, ab Februar 2003 im Studio 8 in Ludwigsburg. Die Zuschauer konnten beim Sender anrufen und sich von Schmid die Zukunft voraussagen lassen. Durch seine teils harten Auskünfte erlangte Schmid einen hohen Bekanntheitsgrad. Das Astrofon war zudem die einzige Sendung, die bis zur Abschaltung des Senders fast kontinuierlich ausgestrahlt wurde, auch während des „Notprogramms“ nach der Insolvenz. Sie gilt als Vorreitersendung der heutigen „Esoterik-Call-in-Shows“. Die Sendung, bei der die Zuschauer zunächst zum normalen Telefontarif anrufen konnten, wurde im Jahr 2001 auf kostenpflichtige 0137-Nummern umgestellt. Dieses Konzept wurde vom späteren Senderchef Thomas Hornauer beibehalten, das Format aber mit weiteren Hotlines und weiteren Astrologen besetzt.

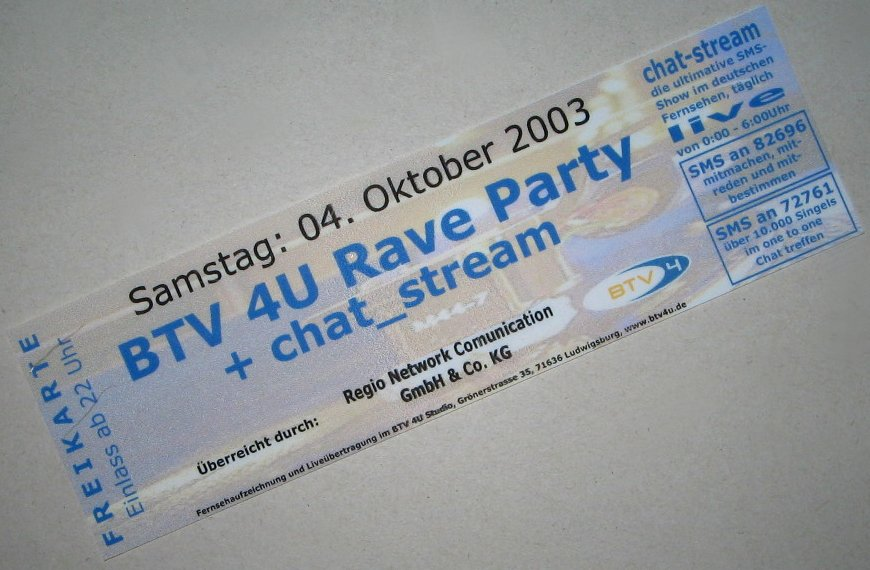
Freikarte zur BTV4U Rave Party am 4. Oktober 2003. (1. Rave Party nach Insolvenz und Umwandlung in BTV4U)

Von September 1998 bis Januar 2003 – und nach zehnmonatiger Pause wieder von Oktober 2003 bis Januar 2004 – fand jeden ersten Samstag im Monat die Technoparty B.TV Rave Party im Ludwigsburger Studio 8 statt. Die B.TV Rave Party wurde live von B.TV übertragen und Aufzeichnungen davon wurden, noch bis zur Einstellung des Sendebetriebs im Dezember 2004, im Nachtprogramm von B.TV/BTV4U wiederholt. Obwohl der Rave in den meisten Veranstaltungskalendern nicht aufgeführt wurde, war die Veranstaltung sehr gut besucht und bis weit über die Grenzen Baden-Württembergs hinaus bekannt. Noch heute gibt es im Internet zahlreichen Fan-Websites und Videomitschnitte der B.TV Rave Party. Und auch im Telemedial Streamingportal laufen bis heute Wiederholungen der B.TV Rave Partys.
Außerdem gab es jeden dritten Samstag im Monat eine große Popmusikshow, Sternstunde – charts pur. Sie wurde im 1800 m² großen Studio 8 produziert und von Senderchef Bernd Schumacher selbst moderiert. Besonderheit war die Mischung aus großer Musikshow und Astrologie, so war in jeder Sendung der „B.TV-Starastrologe“ Martin Schmid zu Gast und informierte die anwesenden Promis und Fernsehzuschauer über den Stand ihrer Sterne.
Ein weiteres Musikshowformat mit den Schwerpunkten Volksmusik und Schlager, war das Musikparadies. Auch diese Sendung wurde, wie die Sternstunde, mit Livepublikum im großen Ludwigsburger Studio 8 einmal pro Monat produziert und dann als wöchentliche Folgen gesendet. Moderiert wurde die Sendung von Volksmusikstar Andy Hocewar. Nach der Insolvenz von B.TV und der Umfirmierung in BTV4U wurde die Sendung Musikparadies eingestellt und stattdessen die Sendung Schlagergruß produziert. In der Sendung, die immer sonntags um 12 Uhr live ausgestrahlt wurde, konnten die Zuschauer per kostenpflichtiger Telefonnummer und Premium-SMS Grüße und Musikwünsche äußern, sowie an Musikvotings und einem Gewinnspiel teilnehmen. Innerhalb der Sendung wurden zudem zahlreiche Ausschnitte aus früheren Musikparadies-Sendungen wiederholt. Nach dem Ende des Senders BTV4U gründete die Familie Hocewar eine eigene Produktionsfirma unter dem Namen MP-TV. Diese Firma produziert seitdem die Sendungen Andy’s Musikparadies und Deutsche Schlager Hitparade. Beide Sendungen werden in verschiedenen regionalen Fernsehsendern (BW Family.tv, filstalwelle, L-TV) sowie im Internet bei Volksmusik.TV ausgestrahlt.

## Kritik an B.TV
Wegen der starken astrologischen Ausrichtung des Senders, den häufigen Auftritten von Astrologen in diversen Sendungen und der Einführung von kostenpflichtigen Telefonnummern für die astrologische Beratung wurde der Sender ab dem Jahr 2001 immer öfter von den baden-württembergischen Kirchen angegriffen.
Von konkurrierenden Lokalsendern wurde dem Sender vorgeworfen, Mauschelei bei der Veröffentlichung von Einschaltquoten zu betreiben.
Zudem trug der Sender in Medienkreisen den Titel „Erwin TV“ (nach dem damaligen baden-württembergischen Ministerpräsidenten Erwin Teufel), da dem Sender eine sehr große Nähe zur baden-württembergischen Politik und besonders zur Landesregierung nachgesagt wurde. Zum Beispiel durfte der CDU-Regierungschef Erwin Teufel einmal pro Monat in der Sendung Erwin Teufel exklusiv bei Bernd Schumacher seine Sicht auf die Welt und auf seine politischen Gegner erläutern. Zum 60. Geburtstag des Ministerpräsidenten wurde vom Sender eine große Fernsehgala produziert, und Helmut Kohls letzter Regierungssprecher Otto Hauser erhielt eine eigene Talkshow auf B.TV. Allein im Jahr 2001 hatte B.TV zudem 2,1 Millionen Mark in Form von Sachleistungen an alle im Bundestag vertretenen Parteien gespendet.

## Insolvenz und Übernahme
Am 31. Juli 2002 meldete B.TV Insolvenz an. Im Januar 2003 übernahm der Unternehmer Thomas Hornauer aus Plüderhausen den Sender. Die Landesanstalt für Kommunikation (LfK) vergab daraufhin die Lizenz am 1. Februar 2003 an die von Thomas Hornauer geführte Regio Network Communication GmbH & Co. KG auf Probe. Am 9. April 2003 wurde die Lizenz bis Februar 2004 verlängert.
Hornauer gestaltete den Sender grundlegend um. Der Sender sollte ein „Landes-Mitmach-Fernsehen“ werden. Während bei B.TV das Programm aus aufwändigen selbst produzierten Shows und eingekauften Filmen und Serien bestand und die Finanzierung durch klassische Fernsehwerbung und Sponsoring erfolgte, sollte das Programm von BTV4 aus einer Mischung von regionaler Landesberichterstattung, Ratgebersendungen und interaktiven Mitmachsendungen bestehen. Angesichts des komplett eingebrochenen Fernsehwerbemarktes, sollten vorrangig kostengünstige und selbst produzierte Livesendungen mit umfangreichen Mitmachmöglichkeiten via kostenpflichtiger Telefonnummern und Premium-SMS, zur Finanzierung des Sendebetriebs, gesendet werden.

## Formate von Februar bis Mai 2003 (BTV4)
Seit der Beantragung der Insolvenz im Juli 2002 bis zum 1. März 2003 sendete B.TV ein Notprogramm, welches vorrangig aus Wiederholungen von alten B.TV-Sendungen und der Esoterik-Call-in-Sendung Astrofon bestand. Aber auch einzelne Musikshows, wie z. B. die B.TV Rave Party und das Musikparadies wurden teilweise noch bis Januar 2003 weiter produziert und gesendet. Im Dezember 2002 wurde allen B.TV-Mitarbeitern zum 22. Januar 2003 gekündigt.
Nach der Übernahme des Senders durch Thomas Hornauer wurde noch Ende Januar 2003 ein Kompetenzteam gegründet. Ziel war die Vorbereitung des Senderrelaunchs, die Entwicklung neuer Formate und die verstärkte Integration von Call-in-Elementen in bestehende B.TV-Sendungen.
Im Rahmen einer Pressekonferenz am 2. März 2003 wurde die Umbenennung des Senders in BTV4 bekannt gegeben und der Relaunch für den 6. April 2003 angekündigt. Das Programm sollte sich im Wesentlichen am bestehenden B.TV-Programm orientieren, aber um zahlreiche interaktive Mitmach-Elemente und neue innovative TV-Formate ergänzt werden.
Vom 2. März 2003 bis Mitte April 2003 wurde mit zahlreichen neuen Sendungen und Formaten experimentiert. Diese Experimentalsendungen wurden zumeist von BTV4U-Mitarbeitern eigenverantwortlich entwickelt und produziert. Für Heute aus der Redaktion – Die BTV4U Daily-Doku-Soap beobachtete Moderator, Redakteur und Kameramann Holger Laser die Mitarbeiter des Senders bei ihrer täglichen Arbeit und sammelte O-Töne. Das Material wurde noch am selben Tag geschnitten und abends vor den Nachrichten als 25-minütige „Daily-Doku-Soap“ ausgestrahlt. Heute aus der Redaktion war die einzige Sendung in dieser Übergangsphase, die durchgängig vom 2. März bis Ende April gesendet wurde. Am 18. Februar hatte Thomas Hornauer bereits eine Motivationsrede vor den Mitarbeitern des Sender gehalten und auf Video aufnehmen lassen, welche unter dem Titel Heute aus der Redaktion gesendet werden sollte. Da das Video aber bereits vorab von Sendermitarbeitern anderen Medien zugespielt wurde und einen großen Medienrummel auslöste, sah man sich gezwungen, das Video vorab im Internet zu veröffentlichen. In Heute aus der Redaktion wurde das Video daher nicht mehr verwendet. Stattdessen solidarisierten sich zahlreiche Mitarbeiter des Senders mit Hornauer.
Die meisten der neuen Sendungen waren aber scheinbar nur wenig erfolgreich und wurden teilweise schon nach wenigen Ausgaben wieder aus dem Programm genommen. Zudem gab es im Kompetenzteam Unstimmigkeiten über die neuen Sendungen, die Ausrichtung des Senders und die Einflussnahme von Thomas Hornauer. Im Laufe des März verließen, mit Ausnahme von Hornauer selbst, fast alle Mitglieder das Kompetenzteam und den Sender.
Da die LfK den Rückzug von Thomas Hornauer aus der Geschäftsführung und der Redaktion des Senders forderte, wurden am 1. April 2003 Michael Herfurth zum Geschäftsführung Finanzen, Personal und Recht und Karl Watzl zum Programmgeschäftsführer berufen. Der geplante Relaunch zum 6. April wurde verschoben und alle neuen Formate einer erneuten Prüfung unterworfen. Bis Ende April wurden schrittweise alle neuen und experimentellen Formate wieder aus dem Programm genommen und dann bis zum 8. Juni 2003 wieder ein Notprogramm aus Wiederholungen von alten B.TV-Sendungen und der Esoterik-Call-in-Sendung Astrofon, gesendet.
Um die Einnahmesituation des Senders zu verbessern, wurde im Mai 2003 Stephan Mattukat zum neuen Programmdirektor berufen. Mattukat, der zuvor stellvertretender Programmdirektor bei 9live gewesen war, sollte das bisherige Senderkonzept erneut überarbeiten und auf Call-in optimieren. Um die Einnahmen durch kostenpflichtige Telefonnummern und Premium-SMS möglichst schnell zu erhöhen und den Sender aus den roten Zahlen zu holen, wurden nun vorrangig Call-in-Gewinnspiele und Chatformate entwickelt. Und der Sender wurde von nun an BTV4U genannt, was den interaktiven Charakter verstärken sollte.

## Bekannte Formate Juni 2003 bis Januar 2004 (BTV4U)

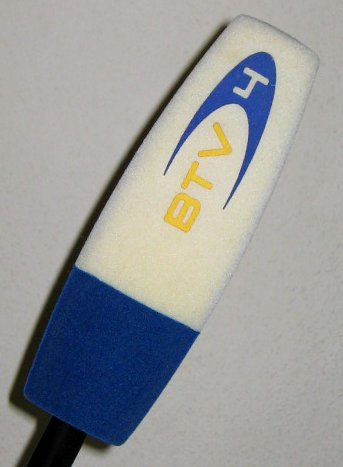
Ein Mikrofonschutz von BTV4U, wie er bei allen EB-Mikros bei Außendrehs von Juni 2003 bis Dezember 2004 üblich war

Am 9. Juni 2003 erfolgte die Umstellung der Senderkennung von B.TV auf BTV4U und der Start des neuen Programmschemas.
Vom 9. Juni 2003 bis zum 15. Februar 2004 bestand das Programm zur Primetime aus zahlreichen Call-in-Gewinnspielen im 9live-Stil. Die Quizsendungen wurden mit mehreren Kameras und aus einer großen Kulisse im Studio 8, produziert und trugen die Namen Sehtest, Glücklicht, Rätselfieber, Wortsport und Nightquiz.
Auch die Esoterik-Call-in-Sendung Astrofon wurde beibehalten (zugunsten der Spielshows zunächst in reduziertem Umfang). Ab Herbst 2003 erhielt die Sendung eine, zuerst nur vormittägliche, „Kartenleger-Schwestersendung“: Die Sendung Zukunft à la Carte funktionierte nach demselben Konzept wie das Astrofon, statt Astrologen kamen hier anfänglich Kartenlegerinnen, später aber auch diverse andere Wahrsager, Lebensberater und Schamanen zum Einsatz.
Dreimal täglich wurde die 20-minütige Hauptnachrichtensendung News4U mit Regionalnachrichten, Sport, Polizeireport und Wetter aus Baden-Württemberg gesendet. Die Nachrichten wurden aber, wie schon bei der Vorgängersendung B.TV Aktuell, nicht live gesendet, sondern im Voraus im Studio 7 auf Video aufgezeichnet und mehrmals pro Tag ausgestrahlt (19:15 Uhr, 23:00 Uhr und am Folgetag 9:00 Uhr).
Montags bis freitags gab es um 19:35 Uhr eine 40-minütige Mitmach-Talkshow mit regionalen Themen, das Bürgerforum. Dabei handelte es sich um eine Talksendung bei der zumeist ein einzelner Gast zusammen mit einem Moderator im Studio 9 war. Behandelt wurden meist regionale Themen. Die Zuschauer konnten sich per Premium-SMS und 01805-Nummer an der Sendung beteiligen und Fragen an den Gast sowie Kommentare zum Thema live ins Studio schicken. Teo Jägersberg moderierte das Sport Bürgerforum, meist am Donnerstag und häufig in Doppelmoderation (ohne weiteren Gast) mit Jimmy Hartwig.
Dreimal pro Woche (montags bis mittwochs, 23 bis 24 Uhr) wurden interaktive Musikshows (Rock4U/Country4U/Alternative4U) live aus Studio 8 gesendet. In den Sendungen wurden Musikvideos der jeweiligen Musikrichtung gezeigt. Meist war auch eine Band im Studio anwesend, durfte auftreten und sich vom Moderator interviewen lassen. Die Zuschauer konnten per Premium-SMS Kommentare, Fragen an die Band, Grüße und Musikwünsche live ins Studio schicken. Rock4U, Country4U und Alternative4U erhielten ein sehr großes Feedback aus der jeweiligen musikalischen Zielgruppe, da solche „Special Interest Musiksendungen“ bisher im deutschen TV selten waren. Zwei weitere Shows (HipHop4U und Club4U) für Donnerstag und Freitag waren bereits geplant und auf der Homepage angekündigt, wurden aber nie gestartet. Und auch die drei gestarteten Sendungen wurden bereits im Sommer 2003 wieder schrittweise aus dem Programm genommen und ihre Sendezeit den Gewinnspielshows zugeteilt.
Besonders bekannt wurde der Sender in dieser Zeit mit zwei Sendungen, die nur als Pausenfüller im Nacht- und Morgenprogramm geplant waren:
Die Sendung BTV4U chat_stream war eine interaktive Late-Night-TV-Chatshow, gesendet wurde sie täglich von 0 bis 6 Uhr. Von 0 bis 2 Uhr moderierten zwei Moderatoren live vor der Kamera im Splitscreen den Chat. Von 2 bis 6 Uhr moderierten mehrere Chatmaster (Misty4u, Chatti4u und Schiller4u) im Hintergrund, nun unter dem Sendungsnamen BTV4U SMS-TV, während im Splitscreen Wiederholungen alter Aufzeichnungen von B.TV Rave Partys gesendet wurden. Das Konzept der Sendung war einfach und kostensparend: Jugendliche Amateurmoderatoren, direkt aus der Zielgruppe, saßen auf einer roten Couch in einer Ecke von Studio 9, lasen SMS-Nachrichten von Zuschauern vor und machten Blödsinn, Smalltalk oder Lebensberatung. Das als Pausenfüller konzipierte Format hatte einen unerwartet großen Erfolg. Versuche, das Format durch ein größeres und aufwändigeres Set im Studio 8, mehrere Kameras, zusätzliche Hotlines, Go-go-Tänzerinnen und Ähnliches „aufzublasen“, scheiterten an hohen Kosten und der mangelnden Bereitschaft der Zuschauer, diese höheren Kosten in Form von deutlich höheren Telefon- und SMS-Gebühren zu tragen. Im Februar 2004 fiel der moderierte Teil von 0 bis 2 Uhr der Umstrukturierung des Sendekonzepts zum Opfer. Die moderatorenlose Sendung von 2 bis 6 Uhr wurde dagegen unter dem Namen SMS TV noch bis Ende Oktober 2004 weitergeführt.
Die Sendung BTV4U Morgenmuffel war eine interaktive Improvisations-Morningshow, gesendet wurde von August 2003 bis Oktober 2004, montags bis freitags von 6 bis 9 Uhr. Das Format war ein Vorreiter der Improvisationsunterhaltung und eigentlich eine dreistündige Live-Stand-Up-Fernsehshow, die im Blindflug, mit nur grobem Grundgerüst und bestehend nur aus zwei Moderatoren und einem Techniker kostensparend produziert wurde. Durch eine durchgehende interaktive Zuschauerbeteiligung über Premium-SMS, 01805-Nummer und direkte Studiobesuche war es sowohl den Zuschauern als auch diversen Mitarbeitern des Senders möglich, jederzeit in den Ablauf der Show einzugreifen. Die Sendung enthielt Nachrichten, Wetter, Sport, Boulevard, Talk, Musik (Live und von CD), Gäste, Kochen, Morgengymnastik, Musikvotings, eine Daily-Amateur-Trash-Soap (Glückliche Tage), Modellautorennen und durch die spontane Improvisation noch vieles mehr. Als einer von vielen trashigen Running Gags endete jede Sendung mit einem Song des sendereigenen Volksmusikstars Andy Hocewar, in Form eines Ausschnitts aus alten Musikparadies-Sendungen. Moderiert wurde die Sendung anfangs von den Redakteuren und Formatentwicklern Lothar Becker und Holger Laser. Nachdem Lothar Becker im Februar 2004 zum BTV4U Redaktionsleiter aufgestiegen war, tauchten an seiner Stelle Daniel Räuchle, Roger Kortus und einzelne Vertretungen an der Seite von Holger Laser auf. Die Moderation erfolgte anfangs live aus der neuen Bildregie des Senders, da die Moderatoren auch für Bildregie, Kamera, Grafik und Zuspieler zuständig waren und man ihnen dabei live zuschauen konnte. Für Studiotechnik, Tonregie, Aufnahmeleitung, Formatentwicklung, Callcenter und Sendeabwicklung war bei fast allen Sendungen in Personalunion das Sender-Phantom „Tom im Ton“ (bürgerlich: Thomas Numberger) zuständig. Eine Besonderheit der Sendung war auch das Splitscreen-Design: Das Fernsehbild bestand meist aus zwei Fenstern (einem großen Hauptfenster, in welchem meist das Hauptbild und Einspieler gezeigt wurden, und einen kleinen Fenster, welches oft für Backstage-Bilder oder eine zweite Kamera genutzt wurde). Zudem gab es ein großes Textfeld für diverse Texteinblendungen, Votings, und SMS-Chat und eine Laufschrift mit aktuellen Verkehrsmeldungen. Im Laufe der Zeit eroberten sich die BTV4U Morgenmuffel immer mehr Studioareal und -technik. Deshalb wurde später auch aus diversen Studios, dem Studioflur, der Sendeabwicklung, dem Studiohinterhof, aus dem Foyer, dem Auto, der Toilette, dem Parkplatz oder aus einem aufblasbaren Swimmingpool gesendet. Die Zuschauer konnten live und backstage die Entstehung einer Fernsehsendung mitverfolgen und beeinflussen. Durch die starke Zuschauerbeteiligung und die persönliche Zuschaueransprache, sowie das improvisierte Senden mit vielen Livepannen, hatte das Format einen sehr persönlichen Touch und entwickelte sich schon bald zu einem der Publikumslieblinge. Im Jahr 2004 erreichten die Sendung BTV4U Morgenmuffel den 2. Platz beim Medienpreis der Landesanstalt für Kommunikation Baden-Württemberg (LfK) in der Kategorie Fernsehunterhaltung.

## Formate ab Februar 2004 (BTV4U)
Nachdem im Spätherbst 2003 mehrere Beschwerden und Anzeigen gegen den Sender BTV4U und die Ausweitung seiner Call-in-Gewinnspiele eingegangen waren, gab der Sendereigentümer Thomas Hornauer am 16. Dezember bekannt, im Jahr 2004 verstärkt auch wieder andere Formate einzuführen, und forderte die Gründung einer freiwilligen Selbstkontrolle für Call-In-Formate. Nachdem es am 22. Dezember 2003 zu einer Hausdurchsuchung durch die Staatsanwaltschaft Stuttgart gekommen war, entschied Thomas Hornauer im Januar 2004 die vollständige Abkehr von den Call-in-Gewinnspielshows, die Konzentration auf Landesbezug und die Entwicklung neuer interaktiver Mitmachformate.
Ab dem 16. Februar 2004 gab es daher zahlreiche Änderungen im Programm von BTV4U: Im Rahmen der „BTV4U Newsoffensive“ zur Stärkung des Landesbezugs wurde die Nachrichtensendung News4U nun zur großen 30-minütigen Live-Nachrichtenshow ausgebaut. Hierzu erhielt sie im Studio 9 ein großes neues dreifarbiges Set mit drei Moderatoren (Nachrichten, Sport, Veranstaltungen bzw. Promis) und wurde jetzt auch erstmals (montags bis freitags) von 18:45 bis 19:15 Uhr live gesendet. Wiederholt wurde News4U immer um 23 Uhr und um 9 Uhr am nächsten Morgen. Zusätzlich gab es jetzt tagsüber (14 bis 18 Uhr) zu jeder vollen Stunde Kurznews.
Auch der regional Mitmach-Talk Bürgerforum wurde von 40 auf 60 Minuten ausgeweitet, und montags bis freitags um 19:15 Uhr gesendet.
Die erfolgreiche interaktive Improvisations-Morningshow BTV4U Morgenmuffel blieb ebenfalls weiterhin im Programm. Sie wurde aber, wie alle BTV4U Sendungen, ab 1. November 2004 unter die neue Dachmarke fresh4u integriert, umbenannt in fresh4U am Morgen und auch stark umgebaut. Moderiert wurde die neue Sendung von Ex-Morgenmuffel Holger Laser und Ex-Call-in-Gewinnspielmoderatorin Angela Kersten live aus dem Glas-Foyer des Senders. Das Konzept war ein ähnliches Improvisationsformat wie die BTV4U Morgenmuffel und enthielt ähnliche Elemente, es sollte aber nicht mehr so trashig wirken und enthielt daher auch weniger Backstage-Einblicke. Die Intention war „Aufstehen mit Angela und Holger“. Spannend waren hier vor allem die doppeldeutigen, neckischen und zwischengeschlechtlichen Zänkereien der beiden Moderatoren.
Um Alternativen zu den eingestellten Gewinnspielshows zu haben, wurden zwischen Mitte Januar und Mitte Februar zahlreiche neue interaktive Showformate entwickelt und getestet. Die meisten kamen über einzelne Pilot- und Testsendungen nicht hinaus.

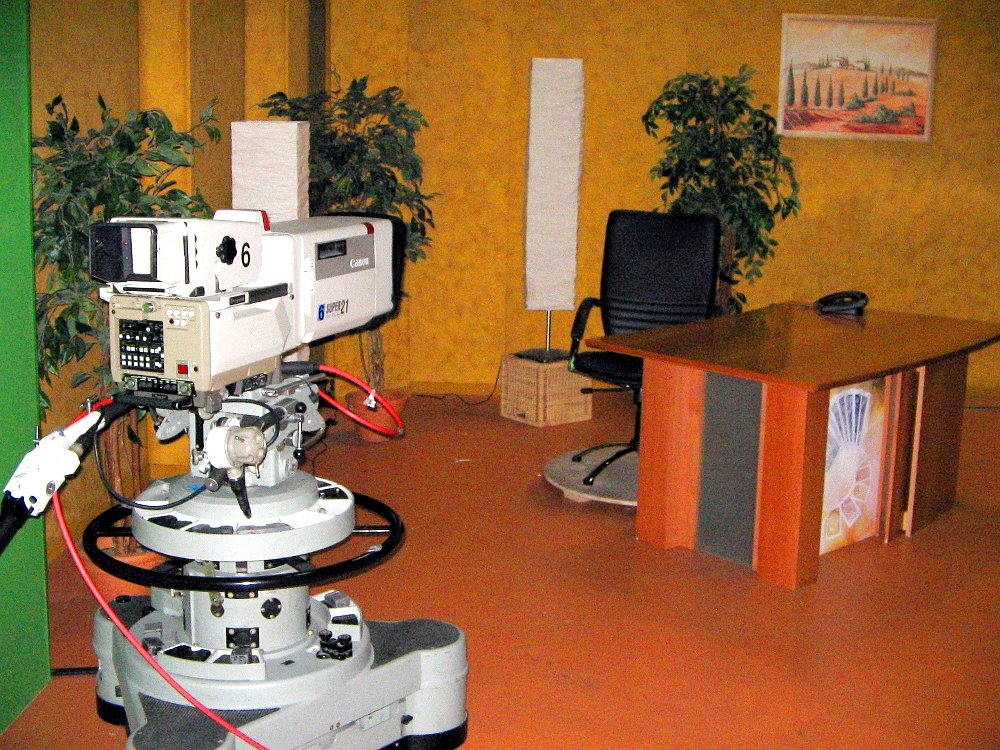
Ein Set der Kartenlegersendung Zukunft à la Carte im Studio 9 von BTV4U

Vom 16. Februar 2004 bis zum 31. Dezember 2004 fokussierte sich der Sender daher sehr stark auf die bereits bewährte esoterische Lebensberatung. Die Sendungen Astrofon und Zukunft à la Carte wurden deutlich ausgeweitet, mit zusätzlichen Astrologen, Kartenlegern und Wahrsagern ausgestattet und weitere kostenpflichtige Telefonnummern und Esoterik-Hotlines eingerichtet und immer stärker beworben. Ab 1. November 2004 wurden die Sendungen Astrofon und Zukunft à la Carte unter die neue Dachmarke fresh4u integriert und umbenannt in fresh4U Blick in die Sterne (Astrologen) bzw. fresh4U Blick in die Zukunft (Kartenleger und Hellseher).
Eine Besonderheit gab es in der Nacht von 0 bis 2 Uhr: Der Sender hatte angekündigt, ab 16. Februar 2004 keine Gewinnspielshows mehr senden zu wollen. Da er aber bereits im Herbst 2003 eine Kooperation mit dem Sender NBC Europe eingegangen war, welcher eine Übernahme des BTV4U Nachtprogramms von 0 bis 2 Uhr ab dem 1. Februar 2004 vorsah, wurde zu dieser Uhrzeit noch bis Ende März eine Gewinnspielshow produziert und gesendet. Von Februar bis Dezember 2004 übernahm NBC Europe das Nachtprogramm von BTV4U täglich von 0 bis 2 Uhr. Gesendet wurde um diese Uhrzeit anfangs noch die interaktive Chatsendung BTV4U chat_stream, ab 16. Februar die Call-in-Gewinnspiel-Show Club der Gewinner und ab 1. April Zukunft Late Night. (Inhaltlich identisch mit den Sendungen Astrofon und Zukunft à la Carte, abwechselnd Kartenleger, Astrologen und andere Wahrsager.)
Auch nach der Einstellung des Sendebetriebs bei BTV4U am 31. Dezember 2004 übernahm der Sender NBC Europe noch bis zum 29. September 2005 weiterhin das Programm von fresh4U von 0 bis 2 Uhr nachts, sowie zu wechselnden Sendezeiten am Samstag und Sonntag Nachmittag. Von 11. Oktober 2005 bis 31. Januar 2006 übernahm der Sender Das Vierte das fresh4U Programm zu denselben Zeiten. Gesendet wurden hier ausschließlich die Sendungen fresh4U Blick in die Sterne und fresh4U Blick in die Zukunft.

## Kritik an BTV4U
Bereits Ende 2003 kam es wegen der Call-in-Gewinnspiel-Shows zu mehreren Anzeigen durch Zuschauer, was am 22. Dezember 2003 wegen Verdachts auf strafbare Werbung in einer Hausdurchsuchung der Räumlichkeiten des Senders endete. Das Landgericht Stuttgart lehnte aber letztlich im Januar 2010 die Eröffnung des Hauptverfahrens „aus formalrechtlichen Gründen“ ab, da die Staatsanwaltschaft den Fall so lange bearbeitet hatte, bis er verjährt war.
Kritik der Kirchen am hohen Astrologie-Anteil des Senders hatte es bereits zu B.TV-Zeiten gegeben. Nach der Übernahme durch Thomas Hornauer, dem in Medienberichten wiederholt Verbindungen zum Stamm der Likatier nachgesagt wurde, und der auch weiterhin an Esoterik-Call-in-Formaten festhalten wollte, verstärkte sich die Kritik vor allem von Seiten der Kirchen in Baden-Württemberg weiter. Die Kirchen bezeichneten den Sender als „antichristlich“ und besonders der Geschäftsführer des Evangelischen Rundfunkdienstes Baden, Hanno Gerwin, kritisierte den Sender mehrfach scharf.

## Lizenzentzug
Als im Februar 2004 die Lizenz das erste Mal verlängert werden sollte, versprach Eigentümer Hornauer die Konzentration auf Landesbezug. Um ein qualitativ höherwertiges Programm zu garantieren, wurden Nachrichten- und Sportredakteure eingestellt und die Nachrichtenformate ausgeweitet. Die LfK verlängerte die Lizenz daraufhin befristet und mit Auflagen bis Dezember 2004. Um die nun weggebrochenen Einnahmen der abgesetzten Call-in-Gewinnspielshows ausgleichen zu können, wurden sie durch Esoterik-Call-in-Formate ersetzt, wodurch sich die Kritik der Kirchen weiter verstärkte.
Mitte 2004 widerrief die LfK nach mehrfacher Verletzung der Lizenzauflagen durch BTV4U die Verlängerung der Sendelizenz. Gründe dafür waren unter anderem Hornauers massive Einflussnahme auf Redaktion und Programm und das Fehlen eines Jugendschutzbeauftragten. Einige Mitarbeiter des Senders klagten zudem seit der Übernahme Hornauers über „sektenähnliche“ Zustände.
Nachdem das Verwaltungsgericht Stuttgart einen Eilantrag von BTV4U abgelehnt hatte, wurde der Sender am 31. Dezember 2004 vom Baden-württembergischen Kabelnetzbetreiber Kabel BW aus dem Kabelnetz genommen.

## Nachfolgesender
Die Abschaltung von BTV4U machte den Weg frei für den als neuen Landessender bezeichneten Familiensender BW Family.tv, welcher seit dem 15. Februar 2006 auf Sendung ist und mehrheitlich von den Evangelischen Kirchen in Württemberg und Baden, unter Geschäftsführung von Hanno Gerwin, betrieben wird. Im Gegensatz zu BTV4U soll BW Family.tv ruhiger, seriöser, werteorientiert und christlicher sein. Dauerwerbesendungen und Call-in-Formate werden auch bei BW Family.tv angeboten, jetzt aber weniger massiv beworben und nicht mehr für Esoterik und Erotik, sondern für Religion, Schmuck und christliche Produkte.
BTV4U firmierte bereits seit November 2004 auch unter der Bezeichnung fresh4U und zusätzlich ab Anfang 2005 auch unter primetime.tv weiter. Dort wurden Esoterik- und Astrosendungen ausgestrahlt. Bei primetime.tv gab es keine Liveberatungen, da der Sender nur als Mediendienst eingestuft wurde. Um trotz fehlender Sendelizenz für ein Vollprogramm in Baden-Württemberg Liveberatungen zeigen zu dürfen, gründete Hornauer in Österreich die Kanal Telemedial Privatrundfunk GmbH. Aus dieser Firma ging der europaweit empfangbare Fernsehsender Kanal Telemedial hervor, welcher auch die Marke fresh4u beinhaltete. Kanal Telemedial sendete zwischen dem 1. Mai 2007 und dem 31. Juli 2008 täglich 24 Stunden, davon 8 Stunden live, über Astra digital und analog auf der Frequenz des Kinderkanals nach dessen Sendeschluss nachts von 21 bis 6 Uhr. 2007 wurde das Programm sukzessive um weitere Liveberatungsstunden und neue Sendungen erweitert. 2008 wurde Kanal Telemedial in einen „fairen freien PAY-TV-Kanal“ umgebaut und die Zuschauer um Spenden (Energieausgleich genannt) gebeten. Da sich der Sender nicht an die Auflagen der österreichischen Landesmedienanstalten hielt, wurde ihm Mitte 2008 die Lizenz entzogen. Am 30. Juni 2008 verließ der Sender die Räumlichkeiten in Ludwigsburg.
Seit Juni 2009 ist Kanal Telemedial wieder als Livestream im Internet empfangbar. Seit Februar 2010 ist Kanal Telemedial auch als YouTube-Kanal abrufbar.

## Trivia zur Astra-Satellitenschüssel
Als Thomas Hornauer und sein Sender Kanal Telemedial im Jahr 2008 das Gelände und die Hallen in Ludwigsburg verließen, musste die gesamte Inneneinrichtung und Technik ausgebaut und entfernt werden. Da es aber nicht möglich war, die große analoge Astra-Satellitenschüssel auf dem Studio-Parkplatz zu entfernen, verblieb diese in Ludwigsburg und ist bis heute im Besitz von Thomas Hornauer.
Im September 2013 ließ Thomas Hornauer das Wappen seines Königreichs und seinen Namen in großen Buchstaben auf der Satellitenschüssel aufbringen. In selbst produzierten Internetvideos von September und Oktober 2013 erklärte er, dass die Satellitenschüssel seit einigen Jahren ohne Stromversorgung sei und derzeit aus finanziellen und technischen Gründen auch keine Wiederinbetriebnahme geplant sei. Zwar befände sich der Firmensitz von Telemedial in Plüderhausen, das Telemediale Zentrum sei aber nach wie vor in Ludwigsburg.